# AltaVista
Altavista是全球較知名的網上搜尋引擎公司之一，同時提供搜尋引擎后台技术支持等相关產品。
“AltaVista”名稱代表「從高處望下」，於1995年由迪吉多公司創立，因此起初其使用altavista.digital.com作為網址
。網站使用了DEC Alpha伺服器。
在該搜尋器出現以前，已有一位名為Jack Marshall的人開設名為AltaVista的公司，並使用altavista.com域名。結果，該搜尋器被迫使用較長的網址。至1998年，迪吉多公司被康柏電腦收購，並出價335萬美元購買altavista.com網址。最終賣家願意賣出網址，並改名為PhotoLoft。AltaVista也需要把將PhotoLoft公司的連結放在首頁一定時間。
Altavista在2003年被Yahoo收购，成為Yahoo的子公司，2013年7月8日起關閉網站，其網址会自动跳转至Yahoo搜索。